# According to the Code
According to the Code è un film muto del 1916 diretto da E.H. Calvert. Il regista appare anche tra gli interpreti. I protagonisti della storia, sceneggiata da Charles Michelson, sono Lewis Stone e Marguerite Clayton.

## Trama
Basil Breckenridge, vecchio ufficiale confederato, si trova processato in tribunale. Il giudice Andrews riconosce in lui il capitano Knighton che, durante la guerra, lo aveva salvato e curato. Quando Knighton era stato poi dato per morto, Andrews aveva sposato la vedova dell'amico crescendone il figlio come suo. Adesso John, il ragazzo, è cresciuto, ha studiato legge come il padre adottivo e si trova ad essere il procuratore distrettuale incaricato dell'accusa. Il vecchio Andrews prega il giovane di rinunciare all'accusa, ma John - non riconoscendo il suo vero padre - rifiuta. Quando la giuria annuncia il verdetto, l'anziano soldato muore.

## Produzione
Il film fu prodotto dalla Essanay Film Manufacturing Company.

## Distribuzione
Il copyright del film, richiesto dalla Essanay Film Mfg. Co., fu registrato il 19 giugno 1916 con il numero LP8552. Distribuito dalla V-L-S-E, il film uscì nelle sale cinematografiche USA il 10 luglio 1916.